# Ernest Lluch (metropolitana di Barcellona)

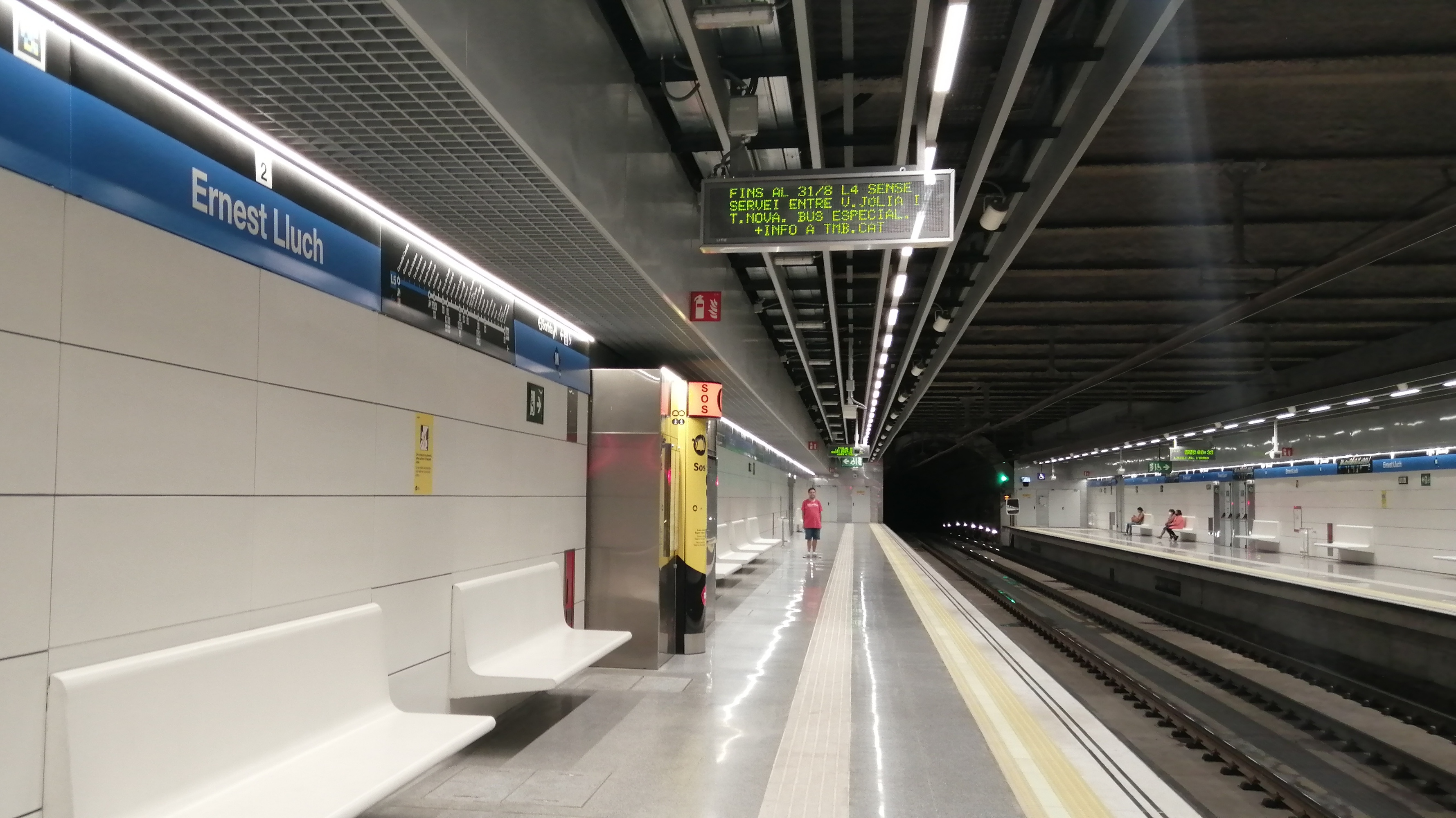
La nuova stazione della linea 5 della metropolitana.

Ernest Lluch è una stazione intermodale della linea 5 della metropolitana di Barcellona e delle linee T1, T2 e T3 del Trambaix.

## Storia
La fermata tramviaria si trova in superficie tra l'Avinguda de Xile e la Carretera de Collblanc, nel distretto di Les Corts di Barcellona. Inaugurata il 3 aprile 2004 con il nome di Sant Ramón, inizialmente era posizionata su una curva tra il Camí de la Torre Melina e la Carretera de Collblanc; in seguito al ridisegno della strada e all'eliminazione di tale curva, nell'agosto 2008 fu spostata di qualche metro nella posizione attuale. Il 10 gennaio 2010 la fermata fu rinominata "Ernest Lluch" in onore dell'ex ministro socialista della Sanità Ernest Lluch i Martín assassinato a Barcellona nel 2000 da un commando dell'ETA.
La stazione della metropolitana è stata inaugurata il 25 luglio 2021. I lavori per la sua costruzione iniziarono nel 2008 ma per problemi economici la realizzazione venne interrotta nel 2012 per riprendere solo nel 2019.

## Accessi
La stazione della metropolitana possiede due uscite situate in due comuni diversi, una nel comune di Barcellona e l'altra nel comune dell'Hospitalet de Llobregat:
- Carrer de Collblanc (Barcellona)
- Carrer d'Ernest Lluch (Hospitalet de Llobregat)